# Visões políticas e ativismo de Rage Against the Machine
Rage Against the Machine é uma banda vencedora do Grammy formada em 1991 em Los Angeles, composta pelo vocalista Zack de la Rocha, baixista e vocal de apoio Tim Commerford, guitarrista Tom Morello e o baterista Brad Wilk. A banda foi caracterizada por sua "feroz e polêmica música, que produziu slogans esquerdistas contra a América corporativa, o imperialismo cultural e a opressão do governo em uma coquetel molotov de punk, hip-hop, e thrash". As visões da banda sobre autoridade geralmente estão relacionadas ao anarquismo.
Ao longo de sua existência, seus membros participaram de protestos políticos e outros ativismos para defender suas crenças. A banda vê sua música como um veículo para o ativismo social. De la Rocha explicou: "Estou interessado em divulgar essas ideias através da arte, porque a música tem o poder de cruzar fronteiras, romper cercos militares e estabelecer diálogos reais."

## Exército Zapatista de Libertação Nacional

A "bandeira negra e uma estrela vermelha" do EZLN, referenciados na música "War Within a Breath" (1999)

A banda é simpatizante do Exército Zapatista de Libertação Nacional (EZLN), especialmente De la Rocha que fez várias viagens ao estado mexicano de Chiapas para ajudar nos seus esforços. A bandeira do EZLN serve como o principal tema na arte visual da banda. Morello descreveu o EZLN como "um exército de guerrilha que representa as comunidades indígenas pobres no sul do México que, por centenas de anos, foram pisoteadas e meio que postas de lado e que realmente são a forma mais baixa na escala econômico-social no México. Em 1994, no Ano Novo, houve uma revolta por lá e eles foram liderados pelo carismático Subcomandante Marcos e é um grupo que apóia tremendamente os mais pobres e continua a lutar pela dignidade, para todas as pessoas no México."
De la Rocha tem sido particularmente franco sobre a causa do EZLN. Ele explicou a importância pessoal da causa para ele:
É importante para mim, como artista popular, deixar claro aos governos dos Estados Unidos e do México que apesar da estratégia de medo e intimidação aos estrangeiros, apesar de suas armas, apesar de suas leis de imigração e reservas militares, eles nunca serão capaz de isolar as comunidades zapatistas das pessoas nos Estados Unidos...Através de concertos, vídeos, entrevistas, transmissão de informações em shows, e letras de nossas músicas colocamos ao alcance dos jovens, nosso público, as experiências dos Zapatistas; agimos como facilitadores das maneiras pelas quais eles podem participar e colocá-los em contato com a organização e com os comitês de apoio aos zapatistas nos Estados Unidos.
As experiências do EZLN e De la Rocha inspiraram as músicas "People of the Sun", "Wind Below" and "Without a Face" e "War Within a Breath".

## Incidente no Saturday Night Live
Em 10 de abril de 1996, a banda estava programada para tocar duas músicas no programa de comédia Saturday Night Live. O show foi apresentado naquela noite pelo ex-candidato presidencial republicano e bilionário Steve Forbes. Diante disso, o produtor Brendan O'Brien suspendeu duas bandeiras norte-americanas de cabeça para baixo em seus amplificadores. Segundos antes de subirem ao palco para tocar "Bulls on Parade", a NBC ordenou que seus assessores para removessem as bandeiras. As bandeiras invertidas, diz Morello, representavam:
 Nossa alegação é que a democracia americana é invertida quando o que passa pela democracia é uma escolha eleitoral entre dois representantes da classe privilegiada. A liberdade de expressão nos Estados Unidos é invertida quando você está livre para dizer qualquer coisa que queira dizer, até que perturbe um patrocinador corporativo. Finalmente, essa foi a nossa maneira de expressar nossa opinião sobre o apresentador do programa, Steve Forbes.
A primeira tentativa da banda de pendurar as bandeiras durante um ensaio pré-televisionado foi interrompida pelos produtores do SNL, que "exigiram que retirássemos as bandeiras", segundo Morello. "Eles disseram que os patrocinadores ficariam chateados, e que, como Steve Forbes estava na ativa, eles teriam que fazer um show mais 'rigoroso'". O SNL também disse à banda que silenciaria letras repreensíveis em "Bullet in the Head" (que supostamente seria a segunda música do RATM), e insistiu que a música fosse censurada com bipes porque a Forbes tinha amigos e familiares lá.
Na noite do show, após a remoção das bandeiras durante a primeira apresentação, a banda foi abordada por funcionários do SNL e da NBC e ordenada a sair imediatamente do prédio. Ao ouvir isso, o baixista do RATM, Commerford, teria invadido o camarim da Forbes, jogando pedaços de uma das bandeiras rasgadas.
 O Saturday Night Live censurou Rage, ponto final. O que é irônico é que o SNL é supostamente esse programa de ponta, mas eles provaram que são bajuladores de seus mestres corporativos quando se trata disso. Eles são covardes. Não é surpresa que a General Electric, dona da NBC, considerasse a "Bullet" particularmente ofensiva. A GE é uma grande fabricante de aviões norte-americanos usados para cometer crimes de guerra na Guerra do Golfo, e bombas desses jatos destruíram represas hidrelétricas que mataram milhares de civis no Iraque.
Morello observou que membros do elenco e da equipe do Saturday Night Live, a quem ele se recusou a nomear, "expressaram solidariedade para com nossas ações, e um sentimento de vergonha por seu programa ter censurado o desempenho".

## Filmagem de "Sleep Now in the Fire"
Em 26 de janeiro de 2000, as filmagens do videoclipe de "Sleep Now in the Fire" fizeram com que as portas da Bolsa de Valores de Nova York fossem fechadas e que a banda fosse escoltada do local pela segurança. Dirigido por  Michael Moore, o vídeo foi filmado nos degraus do Federal Hall no centro de Manhattan. A banda convidou os fãs a se juntarem a eles nas filmagens e aproximadamente 300 apareceram. Após o colapso das filmagens, os membros da banda, juntamente com muitos de seus fãs, invadiram as portas da bolsa de valores. De la Rocha foi empurrado para longe da entrada depois de entrar brevemente por uma porta lateral. Eles então conseguiram forçar a bolsa de valores a fechar suas portas durante o meio do dia de negociação. Após o incidente, Morello disse: "Nosso protesto parou as negociaçoes da bolsa de valores pelas últimas duas horas do dia. Acho que interrompemos o downsizing por pelo menos duas horas." Filmagens de funcionários entusiasmados de Wall Street batendo cabeça na música, a polícia tentando apreender o baixo de Tim Commerford enquanto ele se recusava a parar de tocar, e as portas de emergência da Bolsa de Valores de Nova York se fechando foram todas usadas no vídeo final. "Decidimos filmar este vídeo na barriga da fera", disse Moore, que foi preso durante as filmagens do vídeo: apesar de ter uma autorização federal para o local, eles não tinham permissão para som. Ninguém além de Moore foi preso em relação ao incidente.

## Convenção Nacional do Partido Democrata
A banda fez um show gratuito na Convenção Nacional do Partido Democrata de 2000 em protesto ao bipartidarismo. Inicialmente foi pedido pelo governo de Los Angeles que a banda se apresentasse em um local pequeno a uma distância considerável. No início de agosto um juiz distrital decidiu que o pedido da cidade era restritivo demais e depois permitiu-se que os protestos e shows fossem realizados em um local em frente ao DNC. Em resposta, o Departamento de Polícia de Los Angeles aumentou as medidas de segurança, incluindo uma cerca de 3,6 metros e patrulhamento por um mínimo de 2.000 policiais usando equipamento antimotim, além de cavalos adicionais, motocicletas, carros-patrulha e helicópteros da polícia. Um porta-voz da polícia disse que eles estavam "gravemente preocupados por razões de segurança". 
Durante o show, De la Rocha disse à multidão: "irmãos e irmãs, nossa democracia foi sequestrada" e mais tarde também gritou: "temos o direito de nos opor a esses filhos da puta!" Após a apresentação, um pequeno grupo de participantes reuniu-se no ponto da área de protesto mais próxima ao DNC, enfrentando os policiais, atirando pedras, e possivelmente se engajando em atividades mais violentas, como jogar vidro, concreto e garrafas de água cheias de "agentes nocivos", pulverizando amônia na polícia e atirando pedras e bolas de aço. A polícia declarou a manifestação ilegal e desligou o fornecimento de energia elétrica, interrompendo a banda de apresentação Ozomatli, e informou aos manifestantes que eles tinham 15 minutos para dispersar sob pena de prisão. Alguns dos manifestantes permaneceram, incluindo dois jovens que subiram na cerca e acenaram com bandeiras negras, sendo posteriormente pulverizados no rosto com spray de pimenta. A polícia então dispersou a multidão à força, usando gás lacrimogêneo, spray de pimenta e balas de borracha. Pelo menos seis pessoas foram presas no incidente.
A polícia enfrentou críticas severas e amplas por sua reação, com um porta-voz da União Americana pelas Liberdades Civis dizendo que era "nada menos do que uma revolta policial orquestrada". Várias testemunhas primárias relataram ações violentas desnecessárias e abusos policiais, incluindo disparos contra repórteres, apesar das pessoas obedecendo aos comandos da polícia. A polícia respondeu que sua resposta foi "excelente" e "claramente disciplinada". De la Rocha disse sobre o incidente, "Eu não ligo para o que as estações de televisão falavam, [que] a violência foi causada pelas pessoas no concerto, aqueles filhos da puta descarregaram no público. E eu acho ridículo considerando, você sabe, nenhum de nós tinha balas de borracha, nenhum de nós tinha M16s, nenhum de nós tinha bastões, nenhum de nós tinha escudos de rosto."
Imagens do protesto e da violência que se seguiu, juntamente com um relatório da MTV News sobre o incidente, foram incluídas no DVD "Live at the Grand Olympic Auditorium".